# Hirta (higo)
Hirta es un cultivar de higuera de tipo higo común Ficus carica unífera, de frutos color de piel violeta oscuro a negro. Se cultiva principalmente en Japón (prefectura de Aichi). En los países de Europa de clima templado húmedo, es muy popular como árbol de jardín.

## Sinonimia
- „Pastilière“ en Francia.[5][6]
- „Hirta del Giappone“ en Italia,
- „Hirta du Japon“ en Francia,
- „Rouge de Bordeaux“ en Francia,

## Historia
El higo se menciona con frecuencia en la Biblia y está incluido en el Jardín del Edén. Es un alimento tradicional en la celebración de la Pascua Judía. La higuera figura en la fundación de grandes culturas y religiones. Romulo y Remo, los fundadores de Roma, fueron amamantados por una loba debajo de una higuera, que más tarde, en la época de Plinio, fue venerada como un árbol sagrado. Mientras estaba sentado bajo una higuera, Siddhartha Gautama tuvo la revelación que formó los cimientos del budismo.
Simon-Louis Frères indica en 1895, que esta higuera fue traída por el botánico Philipp Franz von Siebold, durante su expedición a Japón para estudiar la flora, entre 1823 y 1830. En 1845, el italiano Gasparrini nombró a esta higuera 'Hirta del Giappone' (Japón), debido a la ligera rugosidad de la epidermis en las hojas y frutos, así como su origen oriental.
'Pastilière' fue descrito en California en 1869, sin indicación de origen, pero en 1888 Eisen declara que proviene de Italia. No fue sino hasta 1920 cuando se confirma que el 'Pastilière' es idéntico a la variedad 'Hirta de Japón'.
Los orígenes de esta higuera no están claros, porque si esta higuera es realmente de Japón, podría haber sido introducida desde 1690 por los portugueses. Hoy en día, esta variedad está muy extendida en el área de Toulouse (Francia) y parece completamente ausente de Italia.
Los higos se han cultivado en la zona de Nishi-Mikawa, en la prefectura de Aichi, desde los primeros años de la era Showa (1926-1989). En la década de 1970, la conversión de los campos de arroz en parcelas de higueras estimuló la producción de higo, particularmente entre los agricultores que trabajan en pequeña escala o como negocios secundarios. Hoy en día, muchas amas de casa comienzan a cultivar higos en sus tierras después de que sus hijos han crecido, ya que la producción del higo ofrece un medio flexible de ganar un ingreso extra.

## Características
La higuera Hirta es una variedad unífera, es un árbol de bajo vigor, de pequeño tamaño, adaptado a los pequeños jardines, cuyas ramas de tamaño mediano están cubiertas por un hermoso follaje denso. Esta higuera tiene una excelente resistencia al frío, lo que probablemente se deba al bajo vigor de la nueva vegetación, pero también a la rapidez de crecimiento de sus ramas. Además, las yemas terminales, pasan el invierno sin ser dañadas por las heladas. Al comienzo de la primavera, esta higuera desarrolla numerosas flores de higos que caerán rápidamente en varias etapas de crecimiento.
Este árbol es particularmente interesante para la producción abundante y temprana de higos de otoño de tamaño mediano. Los higos 'Hirta' son globosos, de color azul oscuro a negro, ligeramente pubescentes, con la pulpa de color rojo intenso. Son densos, firmes y flexibles. Sin embargo, tienden a agrietarse fácilmente, incluso en climas secos, y luego pueden girar relativamente rápido. Además, generalmente no se secan en el árbol y caen tan pronto como alcanzan cierta madurez. Este higo es particularmente jugoso, agradable en la boca, pero puede decepcionar por su nivel de azúcar insuficiente.
Cuando los veranos son lluviosos y fríos, toda la producción de higos puede caer. Este comportamiento se observa generalmente en la primavera, en muchas variedades de brevas, cuando las temperaturas varían mucho, pero muy raramente en la producción de higos de otoño. En cultivo en jardines se le puede proteger contra una pared orientada al sur, para limitar el impacto del viento, la caída de las temperaturas ... y las frutas.
A pesar de las dificultades relativas de cultivo, esta higuera es realmente interesante por su pequeño tamaño, su gran resistencia al frío y la cosecha abundante y temprana de los higos del otoño. En el jardín familiar, cuando 'Hirta' se asocia con otros higos que producen brevas ('Valleiry', 'Desert King' o 'Grise de St Jean') e higos de otoño ('Dalmatie' o 'Vallecalda'), permite prácticamente asegurar una producción sin discontinuidad entre brevas e higos de otoño.

"Los
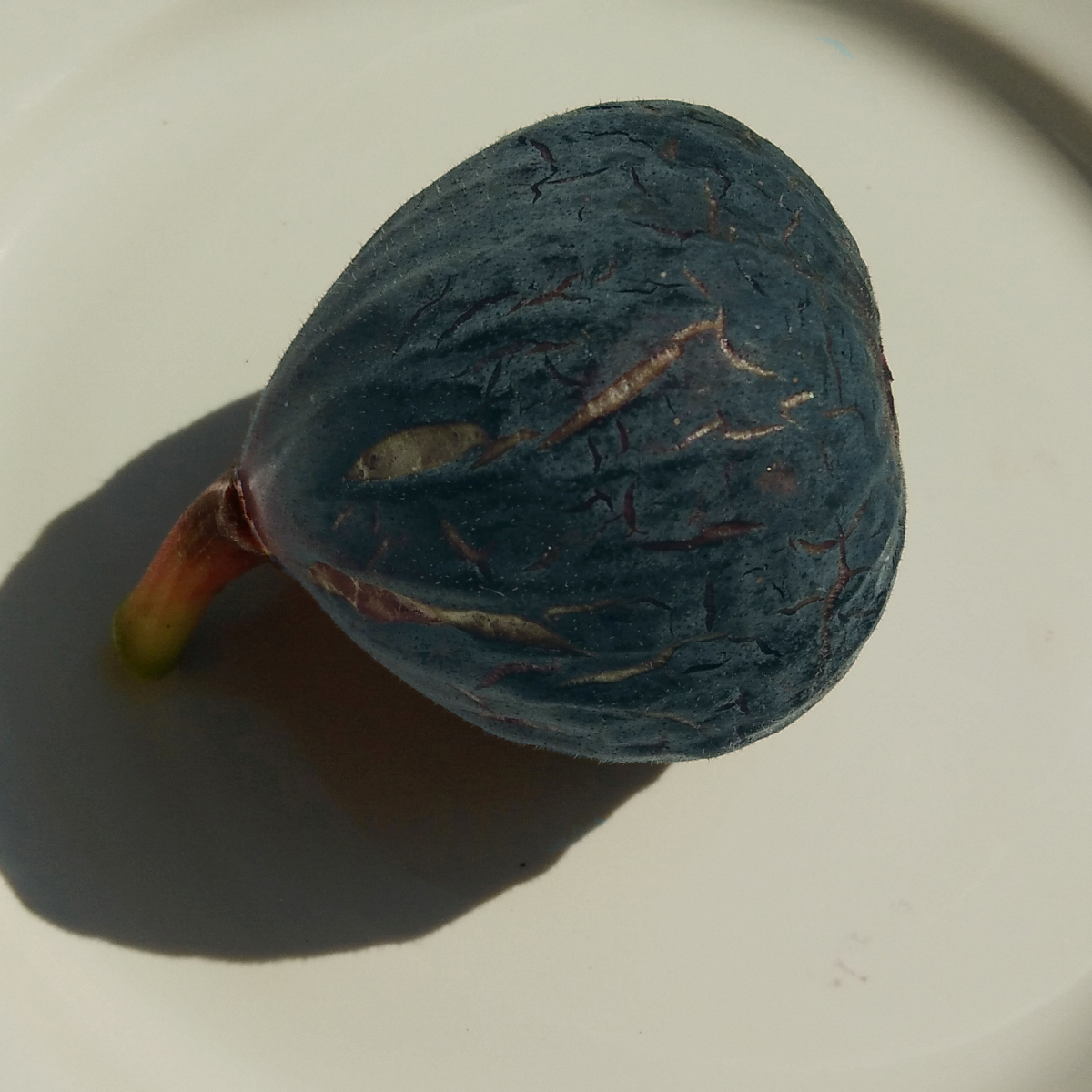
Los higos Pastilière ó Hirta.
- Higo 'Pastilière' ó 'Hirta' maduro.

## Cultivo de las higueras
En cuanto a su producción, la prefectura de Aichi es líder en Japón.
Aichi produjo 2.734 toneladas de higos en 2013, alrededor del 20 por ciento de la producción nacional total. La zona de Nishi-Mikawa, en el centro de Aichi, produce más higos que cualquier otra parte de la prefectura, gracias a su clima templado, las largas horas de luz del día, un suelo fértil y un sistema de riego bien desarrollado,
Esta higuera se cultiva abundantemente en los jardines particulares de los países europeos de clima templado húmedo, generalmente al aire libre protegidos junto a muros con orientación sur para su protección de vientos y bajadas repentinas de temperaturas.